# Tavli
Tavli (griechisch Τάβλι, türkisch tavla) ist ein Brettspiel für zwei Spieler, das mit Backgammon verwandt und in Griechenland, der Türkei und benachbarten Ländern sehr verbreitet ist. Gespielt wird auf einem Backgammon-Brett mit entsprechenden Steinen und Würfeln. Der 64-er Würfel aus Backgammon wird nicht verwendet.

## Regeln
Tavli besteht aus drei Runden, die jeweils leicht unterschiedlichen Regeln folgen. Die geringen Unterschiede in den Regeln führen jedoch zu grundsätzlich verschiedenen Spielstrategien, was den Reiz von Tavli ausmacht.
Die drei Runden (Portes, Plakoto und Fevga) werden solange wiederholt, bis ein Spieler eine vorher festgelegte Punktzahl (meist 3, 5 oder 7) erreicht hat. Allen drei Regelvarianten ist gemeinsam, dass jeder Spieler versucht, seine gesamten Steine von ihrer Startposition aus zunächst in einen Zielbereich (Home-Board) zu bringen, von wo aus sie dann aus dem Spiel herausgewürfelt werden können. Es gewinnt der Spieler, der zuerst alle eigenen Steine vom Spielfeld entfernt hat.

### Runde 1: Portes

Tavli-Brett mit Startaufstellung für Portes

Die Spielregeln für Portes (griechisch Πόρτες) sind fast identisch mit denen für Backgammon und sollen hier nur knapp vorgestellt werden:
Zu Beginn des Spiels werden die Steine wie in der Abbildung rechts aufgestellt. Jeder Spieler wirft einen Würfel, der mit der höheren Augenzahl beginnt das Spiel.
Abwechselnd wirft jeder Spieler zwei Würfel und bewegt einen oder zwei Steine entsprechend der Augenzahl. Weiß zieht dabei im Uhrzeigersinn, Schwarz entgegen dem Uhrzeigersinn. Dabei gelten folgende Einschränkungen: Ein Stein darf nur bewegt werden, wenn das Zielfeld frei, von genau einem gegnerischen Stein belegt oder von beliebig vielen eigenen Steinen belegt ist. Ein Feld mit mehr als einem gegnerischen Stein darf nicht betreten werden. Ist unter dieser Bedingung kein Zug möglich, so verfällt das Würfelergebnis und der Gegner ist am Zug.
Befindet sich auf dem Feld ein gegnerischer Stein, so wird dieser geschlagen und auf den Bereich in der Spielfeldmitte (Bar) gelegt. Der geschlagene Spieler darf erst wieder einen Feldstein bewegen, wenn er sämtliche Steine von der Bar wieder ins Spiel gebracht hat. Dabei wird der Stein wie bei einem regulären Zug mittels einer der geworfenen Augenzahl ab dem Startpunkt (Feld 1 bzw. 24) wieder eingesetzt.
Befinden sich alle Steine eines Spielers im eigenen Home-Board (Felder 1–6 für Schwarz und 19–24 für Weiß), kann der entsprechende Spieler damit beginnen, seine Steine aus dem Spiel zu entfernen. Dazu ist eine genau passende Augenzahl notwendig. Falls das Würfelergebnis größer ist, als die benötigte Anzahl, darf ein Stein trotzdem entfernt werden, wenn kein anderer Zug möglich ist.
Es gewinnt der Spieler, der zuerst alle eigenen Steine aus dem Spiel entfernt hat. Der Gewinner erhält einen Punkt. Falls zu diesem Zeitpunkt der Gegner noch alle Steine auf dem Brett hat, bekommt der Gewinner zwei Punkte.
Die Unterschiede zwischen Portes und Backgammon sind marginal:
- Nach dem Anfangswurf, der den Startspieler bestimmt, würfelt dieser erneut, statt mit der bereits geworfenen Augenzahl seinen ersten Zug zu machen. Somit kann der erste Spielzug auch ein Pasch sein, was im Backgammon nicht möglich ist.
- Kein Hit-and-run im eigenen Home-Board, das heißt, ein schlagender Stein darf im gleichen Zug nicht mehr bewegt werden.
- Der Gewinner bekommt einen Punkt für einen einfachen Sieg und zwei Punkte, falls der Gegner noch alle Steine auf dem Brett hat, ein Backgammon (drei Punkte) gibt es nicht.
- Der Verdopplungswürfel (64er-Würfel) wird nicht verwendet.

### Runde 2: Plakoto

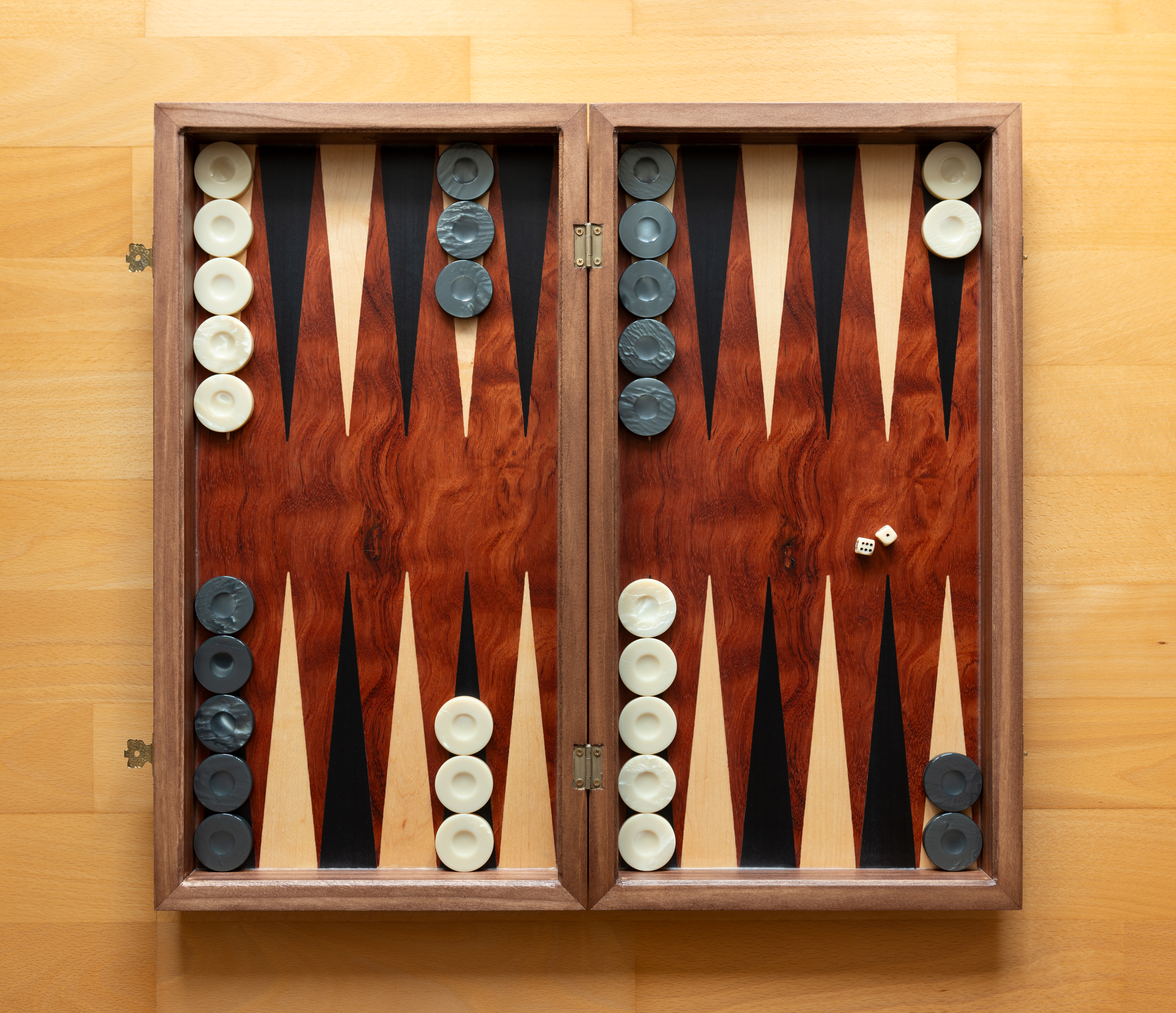
Klassisches griechisches Tavli Spielbrett aus Rosenholz mit Steinen aus Galalith.

Die zweite Runde (Plakoto, griechisch Πλακωτό) unterscheidet sich wie folgt von Portes:
Zu Beginn befinden sich die Spielsteine auf dem jeweils ersten Feld des entsprechenden Spielers (Feld 1 für Weiß, Feld 24 für Schwarz).
Im Laufe des Spiels werden gegnerische Steine nicht geschlagen, sondern blockiert:
Man kann auf ein Feld ziehen, auf dem der Gegner nur einen Stein besitzt. Der Gegner kann diesen Stein erst wieder bewegen, wenn man ihn wieder freigegeben hat. Ein eigener Stein, der einen gegnerischen Stein blockiert, darf nicht gleichzeitig von einem weiteren gegnerischen Stein blockiert werden. Andersherum dürfen beliebig viele eigene Steine auf einem Feld platziert werden, auf dem man einen gegnerischen Stein blockiert. Felder mit zwei oder mehreren gegnerischen Steinen dürfen nicht betreten werden und können somit auch nicht blockiert werden.
Neben der üblichen Siegbedingung gilt ein Spiel als gewonnen, wenn ein Spieler einen gegnerischen Stein auf dessen Startfeld (Mutterstein) blockiert. Falls allerdings der blockierende Spieler selbst noch Steine auf dem eigenen Startfeld besitzt, wird das Spiel solange fortgesetzt bis entweder auch sein Mutterstein blockiert ist (Unentschieden) oder er alle seine Steine vom Startfeld entfernt hat.
Genau wie beim Portes kann mit dem Entfernen der Steine begonnen werden, sobald alle eigenen Steine im Home-Board angekommen sind.

### Runde 3: Fevga

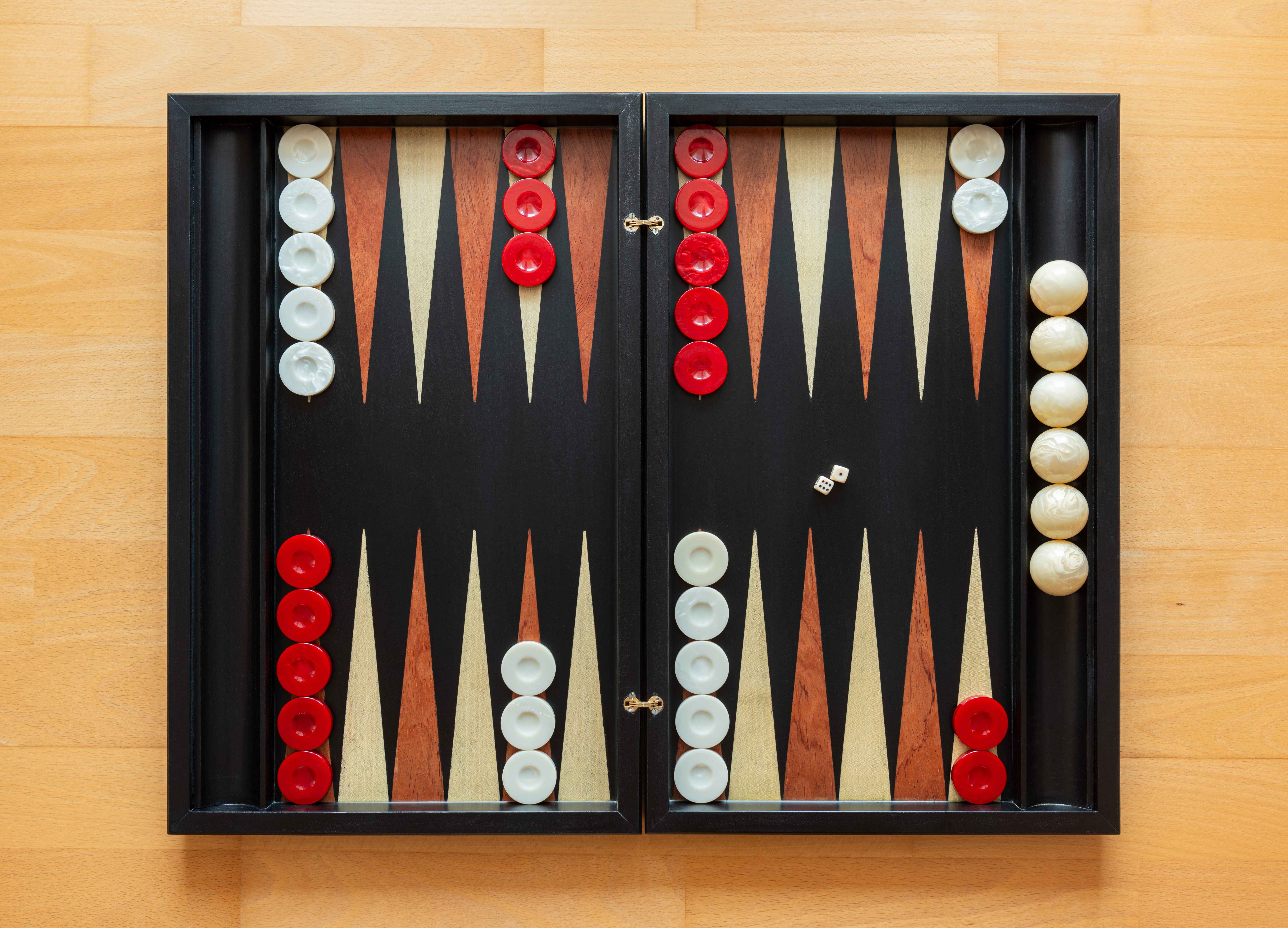
Tavli-Spielbretter gibt es mit oder ohne Ablagen an den Seiten in denen die Spielsteine aufbewahrt werden können. Diese größeren Spielbretter gelten jedoch nicht als traditionell.

Die dritte Runde (Fevga, griechisch Φεύγα „weglaufen“) wandelt die Regeln von Portes wie folgt ab:
Zu Beginn befinden sich die Steine der Spieler diagonal zueinander (alle schwarzen Steine auf Feld 24, alle weißen auf Feld 12). Anders als bei Portes und Plakoto bewegen sich die Spieler nicht gegenläufig, sondern beide entgegen dem Uhrzeigersinn.
Bei Fevga wird weder geschlagen, noch blockiert. Ein Stein darf nur auf ein komplett freies Feld gezogen werden (oder auf ein Feld, auf dem sich bereits ein oder mehrere eigene Steine befinden). Dadurch kann schneller eine Sechserkette gebildet werden als bei den anderen Spielen (d. h. 6 Steine der eigenen Farbe belegen aufeinanderfolgende Felder). Sechserketten können vom Gegner nicht überwunden werden, da mit einem Würfel höchstens 6 Felder weit gezogen und ein vom Gegner belegtes Feld nicht betreten werden darf.
Der erste Spielstein muss den Startpunkt des Gegners passieren, bevor der nächste Stein bewegt werden darf.
Kein Spieler darf alle sechs Felder in seinem eigenen Startbereich blockieren.
Schafft es ein Spieler, alle seine Steine auf dem Feld unmittelbar hinter einer Sechserkette des Gegners zu platzieren, so muss dieser im nächsten Zug ein Feld der Sechserkette räumen und ihn so passieren lassen.